# Кеолвульф І (король Мерсії)
Кеолвульф І (давн-англ. Ceolwulf I; ? —823) — король Мерсії, Східної Англії та Кента у 821—823 роках.

## Життєпис
Походив з династії Ікелінгів за материнською лінією. Був молодшим сином Кутберта, який походив від доньки короля (ім'я невідоме) Пібби, яка була одружена з Кенвелом, королем Вессекса. Втім можливо Кенвел був одним з молодших синів Пібби, що рано помер. Родина Кутберта мала значні маєтності у колишньому королівстві Гвікке, яке за короля Вульфхера приєднано до Мерсії.
У 821 році після смерті небожа Кінегельма (або брата Кенвульфа) стає королем Мерсії та Кента. Очолив підготовлене військо для війни з бриттами. У 822 році завдав поразки королівству Гвінед, а незабаром й здолав королівство Повіс, яке визнало зверхність Мерсії.
У 823 році в результаті змови Кеолвульфа I було повалено та вбито. Династія Ікелінгів припинила своє існування. Новим королем став Беорнвульф, родич короля Беорнреда.

## Родина
- Ельфледа, дружина: 1) Вігмунда, короля Мерсії; 2) Беорфріта